# Cedar Hill (Teksas)
Cedar Hill – miasto w Stanach Zjednoczonych, w stanie Teksas, w hrabstwie Dallas. Niewielka południowa część miasta znajduje się w hrabstwie Ellis. Cedar Hill to przedmieście aglomeracji Dallas. Według spisu w 2020 roku liczy 49,1 tys. mieszkańców. 
Ponad połowa populacji (53,2% w 2020 roku) to osoby czarnoskóre lub Afroamerykanie co jest znacznie powyżej średniej Teksasu i obszaru metropolitalnego Dallas.